# Comitas vezo
Comitas vezo é uma espécie de gastrópode do gênero Comitas, pertencente à família Pseudomelatomidae.